# فراسازه هیدروژن
یک فراسازه هیدروژن در اصل همان فراسازهٔ خط لوله انتقال هیدروژن است که نقاط تولید هیدروژن را به ایستگاه‌های هیدروژن وصل می‌کند (گاهی به آن بزرگراه هیدروژن می‌گویند) این کار برای توزیع و فروش سوخت هیدروژنی است. حضور این فراسازه از پیش نیازهای گسترش تجارت و فناوری خودروهای با سوخت هیدروژن است.

## شبکه
شبکه شامل بزرگراه‌های هیدروژن، ایستگاه‌های هیدروژن، خط لوله انتقال هیدروژن و سوخت تجدید پذیر است.

### بزرگراه هیدروژن
بزرگراه هیدروژن عبارت است از زنجیرهٔ ابزارهای پرکنندهٔ ایستگاه‌های هیدروژن و دیگر فراسازه‌های در امتداد آن مانند راه‌ها و بزرگراه‌ها که اجازه می‌دهند خودروهای هیدروژنی سفر کنند.

### ایستگاه هیدروژن
ایستگاه‌های هیدروژن که در نزدیکی خط لولهٔ هیدروژن قرار ندارند با کمک مخزن‌های هیدروژن، تریلی‌های هیدروژن مایع، تریلی‌های لوله‌های هیدروژن فشرده و کامیون باری مخزنی تغذیه می‌شوند. البته گزینهٔ تهیهٔ هیدروژن در محل نیز وجود دارد که شرکت‌هایی مانند ITM Power آن را فراهم می‌کنند.
حمایت دولتی از گسترش فراسازه‌های هیدروژنی در ایالت کالیفرنیای آمریکا برخی شهرهای اروپا بویژه در آلمان و در ژاپن در جریان است.